# Schonstett

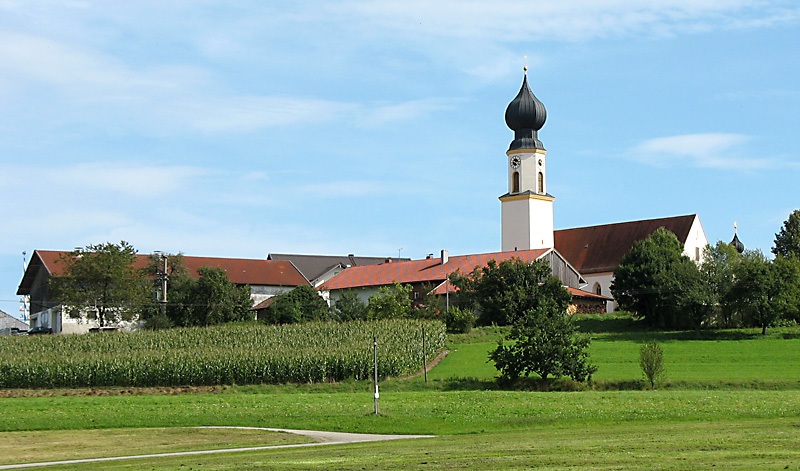
Schonstett

Schonstett – miejscowość i gmina w Niemczech, w kraju związkowym Bawaria, w rejencji Górna Bawaria, w regionie Südostoberbayern, w powiecie Rosenheim, wchodzi w skład wspólnoty administracyjnej Halfing. Leży około 17 km na północny wschód od Rosenheimu.

## Demografia
Dane o ludności z 31 grudnia 2008:
| Opis                                | Ogółem | Ogółem | Kobiety | Kobiety | Mężczyźni | Mężczyźni |
| ----------------------------------- | ------ | ------ | ------- | ------- | --------- | --------- |
| Jednostka                           | osób   | %      | osób    | %       | osób      | %         |
| Populacja                           | 1220   | 100    | 620     | 50,82   | 600       | 49,18     |
| Wiek przedprodukcyjny (0–17 lat)    | 257    | 21,07  | 119     | 9,75    | 138       | 11,31     |
| Wiek produkcyjny (18–65 lat)        | 783    | 64,18  | 399     | 32,7    | 384       | 31,48     |
| Wiek poprodukcyjny (powyżej 65 lat) | 180    | 14,75  | 102     | 8,36    | 78        | 6,39      |

## Polityka
Wójtem gminy jest Josef Fink z CSU, rada gminy składa się z 12 osób.
|      | CSU | FWG | Razem |
| 2008 | 7   | 5   | 12    |
| 2002 | 8   | 4   | 12    |